# Liste des comtes puis ducs d'Alençon

Blason des comtes d’Alençon de la maison de Bellême.

Blason des comtes et ducs d’Alençon de la maison de Valois.

Plusieurs comtes, puis ducs royaux d’Alençon ont figuré dans l’histoire de France. Le titre a été attribué à un frère cadet du roi de France.

## Histoire
Deux lignes de comtes d’Alençon se sont éteintes avant que le titre d’Alençon ne soit rattaché à la maison régnante de Valois. En 1268, Alençon fut donnée en apanage à Pierre, fils de Louis IX puis en 1293, à Charles, comte de Valois, frère de Philippe le Bel.
En 1524, le duché d’Alençon revint à la couronne à la suite de la mort sans héritier du duc Charles IV, marié à la sœur de François Ier, Marguerite de Navarre, qui en garda l'usufruit jusqu'à sa mort. En 1559, le titre fut donné à Catherine de Médicis en douaire et, en 1566, en apanage à son fils cadet, François.
En 1605, Henri IV engagea le duché – et la ville – au duc Frédéric Ier de Wurtemberg, avant d’être racheté par Marie de Médicis en 1613. Compris par la suite dans l’apanage de Gaston d’Orléans frère de Louis XIII, le duché passa, en 1660, à sa seconde fille, Élisabeth d’Orléans, épouse de Charles, duc de Guise, au petit-fils de Louis XIV, le duc de Berry en 1710, puis à Monsieur, futur Louis XVIII, frère de Louis XVI.
Enfin, le titre de duc d’Alençon fut attribué, sous la monarchie de Juillet, au fils du duc de Nemours, Ferdinand d’Orléans, petit-fils de Louis-Philippe.

## Comtes d'Alençon

### Maison de Bellême
La première maison des comtes d'Alençon descend des seigneurs de Bellême
- Guillaume II Talvas (-1030), comte d'Alençon.
- Roger II de Montgomery (-1094), comte d'Alençon.

- Guillaume III Talvas (1119-1171), fils de Robert II de Bellême et d'Agnès de Ponthieu, seigneur de Bellême (jusqu'en 1113), comte de Ponthieu, d'Alençon et de Sées.
- Jean Ier, comte d'Alençon (1171-1191)
- Jean II, comte d'Alençon, (février-mai 1191).
- Robert Ier (1191-v. 1217), comte d'Alençon. Ce dernier est mort au château de Trancalou en 1217[1], d'après le récit de Pierre Le Baud, confirmé par une tradition locale que Bourjolly recueillit sur les lieux.

### Capétiens

#### Capétiens directs
- Pierre Ier, 5e fils de Saint Louis reçoit en apanage en mars 1268 un comté d'Alençon augmenté d'une partie du comté du Perche, (-avril 1283).

#### Valois
- Charles Ier de Valois, frère de Philippe IV le Bel, fut apanagé du comté d'Alençon en 1286.
- Charles II, comte d'Alençon (1325-1346), mort le 26 août 1346 à la bataille de Crécy ;
- Charles III, comte d'Alençon (1346-1367)

Le comte devient dominicain en 1361.
- Pierre II, comte d'Alençon (1367-1404).
- Jean Ier, comte en 1404 puis duc en 1414 (Voir à ducs d'Alençon)

## Ducs d'Alençon

### Capétiens

#### Valois
- Jean Ier, comte en 1404 puis duc de 1414 au 25 octobre 1415, tué à la bataille d'Azincourt ;
- Jean II, duc d'Alençon de 1415 à 1476 ;
- René, duc d'Alençon de 1476 à 1492 ;
- Charles IV, duc d'Alençon de 1492 à 1525, mort à la suite de la défaite de Pavie. Extinction de la branche de princes du sang.

#### Apanagés et titrés par le roi
- François de France, duc d'Alençon en 1566 (-1584).

#### Bourbon
- Gaston de France, duc d'Alençon en 1646 (il porte toutefois le titre de duc d'Orléans) (-1660) ;
- Charles (V) de France, duc d'Alençon en 1710 (il porte toutefois le titre de duc de Berry, sans en être apanagé) (-1714) ;
- Charles (VI) de Berry, duc d'Alençon en 1713 (il porte le titre de duc d'Alençon, bien que le duché soit l'apanage de son père) (-1713, âgé de trois semaines) ;
- Louis Stanislas Xavier de France (futur roi Louis XVIII), duc d'Alençon en 1774 (il porte toutefois le titre de comte de Provence, sans en être apanagé), puis la Révolution met fin aux apanages (-1824).

#### Titre de la monarchie de Juillet
- Ferdinand d'Orléans, duc d'Alençon en 1844.

#### Titre de courtoisie
- Emmanuel d'Orléans, fils du précédent, duc d'Alençon en 1910, à la mort de son père (il portait à sa naissance le titre de courtoisie de duc de Vendôme).